# Discestra contribulis
Discestra contribulis är en fjärilsart som beskrevs av Philogène Auguste Joseph Duponchel 1827. Discestra contribulis ingår i släktet Discestra och familjen nattflyn. Inga underarter finns listade i Catalogue of Life.